# Serrat de la Rierola
El Serrat de la Rierola és una serra situada al municipi de Sant Pere de Torelló a la comarca d'Osona, amb una elevació màxima de 851 metres.